# Erythrina fusca
Espèce
Classification phylogénétique
Synonymes
- Erythrina caffra Blanco
- Erythrina glauca Willd.
- Erythrina viarum

Erythrina fusca est une espèce de plantes à fleurs de la famille des Fabaceae. C’est un arbre connu sous de nombreux noms communs, notamment purple coraltree (en anglais), gallito (en espagnol), bois immortelle, bucayo, et des termes plus ambigus comme bucare et haricot corail.

## Habitat
Erythrina fusca a la plus large aire de répartition de toutes les espèces du genre 'Erythrina ; c’est le seul que l’on trouve à la fois dans le Nouveau et l'Ancien Monde. Il pousse sur les côtes et le long des rivières tropicales 

## Description
E. fusca est un arbre à feuilles caduques avec une écorce épineuse et une fleur orange clair. Ses gousses de légumineuses atteignent 20 cm de long et contiennent des graines brun foncé. Les graines sont flottantes, ce qui leur permet de se disperser à travers les océans. L’arbre est très adapté aux conditions côtières, tolérant à la fois aux inondations et à la salinité.
Comme beaucoup d’autres espèces du genre Erythrina, E. fusca contient des toxines alcaloïdes qui ont été utilisées pour leur valeur médicinale mais qui sont toxiques en plus grandes quantités. L’alcaloïde le plus courant est l’érythraline, qui porte le nom du genre.

## Utilisation

### Alimentaire
Les nouveaux bourgeons et feuilles sont consommés comme légume. En Thaïlande, les feuilles fraîches d’Erythrina fusca (thaï : ทองหลาง) sont souvent consommées dans le Miang kham (thaï : ทองหลาง).

### Ornementale et ombrage
Cet arbre à fleurs est facile à cultiver et est attrayant. Il est utilisé comme plante ornementale d’ombrage et de haie. C’est un arbre commun dans les plantations de cacao. Il attire les colibris, qui pollinisent ses fleurs.
E. fusca est la fleur officielle de l’État de Trujillo au Venezuela.